# Jack Ryan: Árnyékügynök
A Jack Ryan: Árnyékügynök (eredeti cím: Jack Ryan: Shadow Recruit) 2014-ben bemutatott amerikai akció-thriller, amely Tom Clancy író által megalkotott Jack Ryan karakterén alapul. A címszerepet Chris Pine játssza, aki Alec Baldwin, Harrison Ford és Ben Affleck után a negyedik színész, aki Ryant alakítja. A filmet Kenneth Branagh rendezte, aki mellett Kevin Costner és Keira Knightley is szerepel.
Az eredeti forgatókönyvet Adam Cozand és David Koepp írta. A film producerei Mace Neufeld, Lorenzo di Bonaventura, David Barron és Mark Vahradian, executive producerei David Ellison, Dana Goldberg, Paul Schwake és Tommy Harper. A filmzenét Patrick Doyle szerezte.
A filmet 2014. január 17-én mutatták be az Amerikai Egyesült Államokban, Magyarországon egy nappal hamarabb szinkronizálva, január 16-án a UIP-Dunafilm jóvoltából. Bevételi szempontból több mint 130 milliót hozott, és általánosságban vegyes kritikai kapott az értékelőktől. A filmet a 2013. október 1-jén elhunyt Clancy-nek szentelték.

## Cselekmény
A A 2001. szeptember 11-i terrortámadások után az amerikai John Patrick „Jack” Ryan amerikai diák félbehagyja a London School of Economicson írt disszertációját, és az Afganisztán tisztjeként az Egyesült Államok tengerészgyalogsága kötelékébe kerül. Afganisztánban számos jelentést ír, amelyekben pontosan elemzi a tálibok viselkedését, de felettesei figyelmen kívül hagyják. Az egyik bevetés során súlyosan megsérül. Mozgásában erősen korlátozott, de a katonai kórházban találkozik egy orvostanhallgatóval, Cathy Mullerrel, és egymásba szeretnek. A rehabilitáció során a CIA ügynöke, Thomas Harper, Az Amerikai Egyesült Államok Haditengerészete parancsnoka beszervezi. Harper olvasta Ryan elemzéseit, és felismerte a benne rejlő lehetőségeket. Ryan lediplomázik, és ezután a CIA-nak dolgozik beépített elemzőként a New York-ban, a Wall Streeten.
Tíz évvel később Ryan gyanús pénzügyi tranzakciókat észlel, és ál- Wall Street-i munkaadója Oroszországba küldi, hogy ott nyomozzon. A gyanús ügyletek középpontjában az orosz oligarcha áll, Viktor Cserevin. Miután Ryannek sikerül leszámolnia a hotelszobájában ráállított bérgyilkossal, találkozik Harperrel, és elmondja neki a gyanúját. Ryan helyesen állapította meg, hogy Cserevin azt tervezi, hogy gazdasági válságba taszítja az Egyesült Államokat. A Harper által vezetett CIA-csapattal együttműködve Ryan beszivárog Cserevin cégének számítógépes hálózatába, érzékeny adatokat lop el, és betekintést nyer Cserevin terveibe. Cserevin terrortámadást akar végrehajtani az USA ellen. Cserevin megbízta a fiát, aki hamis személyazonossággal, mint „alvó terrorista ügynök” az Egyesült Államokban él, hogy robbantson fel egy bombát Manhattanben. Ugyanakkor Cserevin dollármilliókat akar eladni devizában, hogy pénzügyi összeomlást idézzen elő. A tervei szerint ezek végén az USA gazdasága összeomlik, Oroszország pedig nyersanyagokban gazdag országként újra felemelkedik korábbi nagyságához.
Az Egyesült Államokba visszatérve Ryan felfedezi a bombát tartalmazó autót, és követi azt a Wall Street alatti csatornába. Legyőzi Cserevin fiát, és képes az autót a East River-be vezetni, ahol a bomba felrobban, de nem okoz pusztítást. Az orosz belügyminiszter, akit értesítettek az akcióról, ezután likvidálja Cserevint.
Az utolsó jelenetben az amerikai elnök személyesen köszöni meg Ryan és Harper munkáját.

## Szereplők

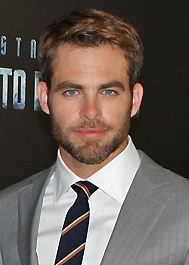
Chris Pine lett a negyedik színész, aki Jack Ryan szerepébe lépett, Alec Baldwin, Harrison Ford és Ben Affleck után

| Szerep             | Színész             | Magyar hang     |
| ------------------ | ------------------- | --------------- |
| Jack Ryan          | Chris Pine          | Zámbori Soma    |
| Thomas Harper      | Kevin Costner       | Csernák János   |
| Viktor Cherevin    | Kenneth Branagh     | Csankó Zoltán   |
| Cathy Ryan         | Keira Knightley     | Major Melinda   |
| Constantin         | Lenn Kudrjawizki    | Pál Tamás       |
| Aleksandr Borovsky | Alec Utgoff         | Seder Gábor     |
| Rob Behringer      | Colm Feore          | Rosta Sándor    |
| Dimitrij Lemkov    | Peter Andersson     |                 |
| Katya              | Elena Velikanova    | Sallai Nóra     |
| Embee              | Nonso Anozie        | Bognár Tamás    |
| Teddy Hefferman    | Seth Ayott          | Fehér Tibor     |
| Amy                | Gemma Chan          | Varga Gabriella |
| Penn               | Karen David         |                 |
| Mr. Borovsky       | Bogdan Kominowski   | Áron László     |
| Mrs. Borovsky      | Maggie Daniels      | Bessenyei Emma  |
| Dixon Lewis        | David Paymer        | Varga T. József |
| Szergej Dostál     | David Hayman        | Orosz István    |
| Sorokin miniszter  | Mikhail Baryshnikov | Faragó András   |

## Számlista
| Jack Ryan: Shadow Recruit – Music From the Motion Picture | Jack Ryan: Shadow Recruit – Music From the Motion Picture | Jack Ryan: Shadow Recruit – Music From the Motion Picture | Jack Ryan: Shadow Recruit – Music From the Motion Picture | Jack Ryan: Shadow Recruit – Music From the Motion Picture | Jack Ryan: Shadow Recruit – Music From the Motion Picture | Jack Ryan: Shadow Recruit – Music From the Motion Picture | Jack Ryan: Shadow Recruit – Music From the Motion Picture | Jack Ryan: Shadow Recruit – Music From the Motion Picture | Jack Ryan: Shadow Recruit – Music From the Motion Picture |
| #                                                         | Cím                                                       | Hossz                                                     |                                                           |                                                           |                                                           |                                                           |                                                           |                                                           |                                                           |
| --------------------------------------------------------- | --------------------------------------------------------- | --------------------------------------------------------- | --------------------------------------------------------- | --------------------------------------------------------- | --------------------------------------------------------- | --------------------------------------------------------- | --------------------------------------------------------- | --------------------------------------------------------- | --------------------------------------------------------- |
| 1.                                                        | Flying Over Afghanistan                                   | 2:43                                                      |                                                           |                                                           |                                                           |                                                           |                                                           |                                                           |                                                           |
| 2.                                                        | The United Nations                                        | 2:42                                                      |                                                           |                                                           |                                                           |                                                           |                                                           |                                                           |                                                           |
| 3.                                                        | Shadow Accounts                                           | 2:54                                                      |                                                           |                                                           |                                                           |                                                           |                                                           |                                                           |                                                           |
| 4.                                                        | The Window Reflection                                     | 1:51                                                      |                                                           |                                                           |                                                           |                                                           |                                                           |                                                           |                                                           |
| 5.                                                        | Rooftop Call                                              | 1:52                                                      |                                                           |                                                           |                                                           |                                                           |                                                           |                                                           |                                                           |
| 6.                                                        | Second Great Depression                                   | 3:19                                                      |                                                           |                                                           |                                                           |                                                           |                                                           |                                                           |                                                           |
| 7.                                                        | Faith Of Our Fathers                                      | 4:00                                                      |                                                           |                                                           |                                                           |                                                           |                                                           |                                                           |                                                           |
| 8.                                                        | Cherevin Meets Ryan                                       | 2:11                                                      |                                                           |                                                           |                                                           |                                                           |                                                           |                                                           |                                                           |
| 9.                                                        | Plan In a Van                                             | 1:51                                                      |                                                           |                                                           |                                                           |                                                           |                                                           |                                                           |                                                           |
| 10.                                                       | The Activation                                            | 2:19                                                      |                                                           |                                                           |                                                           |                                                           |                                                           |                                                           |                                                           |
| 11.                                                       | Aleksandr                                                 | 1:54                                                      |                                                           |                                                           |                                                           |                                                           |                                                           |                                                           |                                                           |
| 12.                                                       | The Engagement                                            | 2:24                                                      |                                                           |                                                           |                                                           |                                                           |                                                           |                                                           |                                                           |
| 13.                                                       | Stealing The Data                                         | 7:59                                                      |                                                           |                                                           |                                                           |                                                           |                                                           |                                                           |                                                           |
| 14.                                                       | Get Out                                                   | 4:19                                                      |                                                           |                                                           |                                                           |                                                           |                                                           |                                                           |                                                           |
| 15.                                                       | Moscow Car Chase                                          | 4:15                                                      |                                                           |                                                           |                                                           |                                                           |                                                           |                                                           |                                                           |
| 16.                                                       | The Lightbulb                                             | 4:37                                                      |                                                           |                                                           |                                                           |                                                           |                                                           |                                                           |                                                           |
| 17.                                                       | Unravelling The Data                                      | 4:37                                                      |                                                           |                                                           |                                                           |                                                           |                                                           |                                                           |                                                           |
| 18.                                                       | CIA Recruitment                                           | 1:41                                                      |                                                           |                                                           |                                                           |                                                           |                                                           |                                                           |                                                           |
| 19.                                                       | Chopper To NYC                                            | 1:40                                                      |                                                           |                                                           |                                                           |                                                           |                                                           |                                                           |                                                           |
| 20.                                                       | Bike Chase                                                | 3:47                                                      |                                                           |                                                           |                                                           |                                                           |                                                           |                                                           |                                                           |
| 21.                                                       | Jack And Aleksandr                                        | 3:15                                                      |                                                           |                                                           |                                                           |                                                           |                                                           |                                                           |                                                           |
| 22.                                                       | Picking This Life                                         | 1:04                                                      |                                                           |                                                           |                                                           |                                                           |                                                           |                                                           |                                                           |
| 23.                                                       | Ryan, Mr. President                                       | 3:28                                                      |                                                           |                                                           |                                                           |                                                           |                                                           |                                                           |                                                           |
| 24.                                                       | Shadow Recruit                                            | 2:30                                                      |                                                           |                                                           |                                                           |                                                           |                                                           |                                                           |                                                           |
| 73:12                                                     |                                                           |                                                           |                                                           |                                                           |                                                           |                                                           |                                                           |                                                           |                                                           |

## Megjelenés
A film eredetileg 2013. december 25-én került volna a mozikba, de a Paramount Pictures az eredeti megjelenési dátumról 2014. január 17-re csúsztatta, hogy Martin Scorsese A Wall Street farkasa című filmjének átengedje a bemutató időszakát. A tervezett 2014. január 17-kei megjelenés az Amerikai Egyesült Államokban egybeesett Martin Luther King Jr. ünneppel. 2013 augusztusában a Paramount megkezdte a film előzetesének bemutatását a közönségnek, amely a Jack Ryan: Shadow One címet viselte. 2013. október 2-án, egy nappal Tom Clancy halála után megjelent az első filmplakát, amely megkapta az új címet: Jack Ryan: Shadow Recruit. A film első előzetese még aznap megjelent. 2014 decemberében Pine megerősítette, hogy a filmnek nem lesz folytatása a gyenge jegybevételi eredmények miatt.
A film később, 2014. május 20-án Video on Demand platformon is megjelent az otthoni médiapiacokon. 2014. június 10-én a Paramount Home Entertainment kiadta DVD és Blu-ray formátumban.

## Fordítás
- Ez a szócikk részben vagy egészben  a   Jack Ryan: Shadow Recruit című angol Wikipédia-szócikk fordításán alapul.  Az eredeti cikk szerkesztőit annak laptörténete sorolja fel. Ez a jelzés csupán a megfogalmazás eredetét és a szerzői jogokat jelzi, nem szolgál a cikkben szereplő információk forrásmegjelöléseként.